# ديك فارمان
ديك فارمان (بالإنجليزية: Dick Farman)‏ هو لاعب كرة قدم أمريكية ومهندس أمريكي، ولد في 26 يوليو 1916 في بيلموند في الولايات المتحدة، وتوفي في 5 مايو 2002 في سياتل في الولايات المتحدة.

## وصلات خارجية
- ديك فارمان على موقع مرجع كرة القدم المحترفة.كوم (الإنجليزية)